# Rob Brezsny
Rob Brezsny (21 giugno ...) è un astrologo, scrittore, poeta nonché cantante, compositore e musicista statunitense.
La sua rubrica settimanale sull'oroscopo Free Will Astrology (precedentemente Real Astrology) è pubblicata dal 1980,  e nel 2010 è stata distribuita in circa 120 periodici.

## Biografia
Brezsny usa la narrativa in prima persona nelle sue colonne dell'oroscopo, oltre a un approccio più letterario rispetto a quello usato dagli astrologi convenzionali. Egli concepisce l'astrologia non come una scienza ma come "un linguaggio poetico dell'anima", paragonandola a "una poesia di Neruda, dipinti di Kandinsky o una canzone di Nick Cave". Utne Reader ha descritto la colonna come "una miscela di poesia spontanea, politica esuberante e fantasiosa travestimento", e The New York Times lo ha definito "disinvolto, prepotente, obliquo" e ha affermato che si rivolge principalmente ai professionisti urbani "che si rivolgono ad esso per irriverenza tanto quanto per intuizione". Si dice che Brezsny abbia detto "Sono in missione per salvare le persone dal genocidio dell'immaginazione" e ha detto al Times che la sua "agenda segreta" è "essere un poeta che viene pagato per scrivere poesie". Brezsny ha anche affermato: "Prevedo il presente. Non credo nel predire il futuro". Il capo del mainstream del New York Astrology Center ha definito "sciocca" la colonna di Brezsny. Negli anni '70 e '80, Brezsny è stato un cantante e cantautore per band di Santa Cruz, California come Kamikaze Angel Slander e Tao Chemical, e poi, all'inizio degli anni '90, per la band World Entertainment War, per la quale Brezsny ha scritto la canzone Dark Ages, che è stata successivamente registrata dai Jefferson Starship per il loro album del 1995 Deep Space/Virgin Sky. I Jefferson Starship hanno anche registrato la canzone della World Entertainment War "In A Crisis" nel loro album del 2008 Jefferson's Tree of Liberty.
Brezsny ha contribuito alla scrittura e alla colonna sonora del film indipendente di fantascienza del 1995 The Drivetime.
L'oroscopo di Rob Breznsy è uno degli oroscopi più letti al mondo; in Italia è tradotto da Bruna Tortorella sul sito di Internazionale. Dal 26 ottobre del 2023, per leggere il suo oroscopo bisogna avere un abbonamento a Internazionale.
In Italia sono stati pubblicati i suoi libri La pronoia è l’antidoto alla paranoia (Rizzoli 2006) e Roboscopo (Rizzoli 2010).